# Cratere Similkameen
Similkameen è un cratere sulla superficie di Mathilde.